# نيك ماكينا
نيك ماكينا هو كاتب عدل ‏ ومحام بالقضاء العالي وسياسي أسترالي، ولد في 9 سبتمبر 1895 في Carlton, Victoria ‏ في أستراليا، وتوفي في 22 أبريل 1974 في Crows Nest, New South Wales ‏ في أستراليا بسبب مرض. نشط حزبياً في حزب العمال الأسترالي. وقد انتخب وزير الصحة ‏ وانتخب وزير الخدمات الاجتماعية ‏ (18 يونيو 1946 – 19 ديسمبر 1949) وانتخب عضو مجلس الشيوخ الأسترالي ‏ عن دائرة Tasmania ‏ (1 يوليو 1944 – 30 يونيو 1968).